# Mont Blanc (Laurentides)
Pour les articles homonymes, voir Mont Blanc (homonymie).
Le mont Blanc est une montagne située à Mont-Blanc, dans la municipalité régionale de comté (MRC) Les Laurentides, dans la région administrative des Laurentides, au Québec, au Canada.

## Géographie

### Situation, topographie
Situé dans le massif des Laurentides au nord du fleuve Saint-Laurent, le mont Blanc a une altitude de 540 m,.

## Tourisme
La montagne comprend la station touristique de Mont Blanc.